# Victor Simonin
Pour les articles homonymes, voir Simonin.
Victor Simonin, né à Ixelles le 25 avril 1877 et mort dans la même commune, le 16 mars 1946, est un peintre et un aquarelliste belge.

## Biographie

### Famille
Victor (Victor Marie Alphonse) Simonin, né rue du Berger no 19 à Ixelles le 25 avril 1877, est le fils d'Alphonse Simonin (1825-1880), artiste dramatique né à La Rochelle, et de Marie Louise Lejour (1838), corsetière, née à Paris. Victor Simonin est célibataire.

### Formation
Victor Simonin, orphelin de père à trois ans et élevé à Bruxelles par sa mère, est initialement élève au Conservatoire royal de Bruxelles. Ses dons pour le violon lui valent l'octroi d'une bourse et la possibilité de jouer dans l'orchestre de l'institution. Cependant, il est malencontreusement blessé par un coup de revolver à la main gauche. Cette infirmité l'empêche de poursuivre sa carrière musicale. Les cours qu'il suivait de 1894 à 1895 à l'Académie des beaux-arts de Bruxelles lui permettent de s'orienter définitivement vers la peinture. Il fréquente dès lors l'atelier d'Alfred Bastien et divers ateliers libres,.

### Carrière
Victor Simonin expose pour la première fois au cercle Le Sillon, dont il est membre, en 1906. L'année suivante, il expose au Salon de Bruxelles de 1907, où le critique Sander Pierron considère sa Nature morte comme une des meilleures œuvres de ce genre. Présent à plusieurs expositions du Sillon, il envoie aussi deux toiles au Salon de Bruxelles de 1914 : Accessoires et Nature morte.
De 1915 à 1942, le peintre expose régulièrement ses œuvres dans des salonnets bruxellois. En 1942, il obtient, à l'unanimité du jury, le prix Auguste Oleffe. Victor Simonin est un peintre singulier par son art, son allure, sa vie et sa nature étrange et complexe. À un ami intime, il confie son désespoir face à sa carrière qu'il mésestimait.
Le 19 mars 1960, le corps sans vie de Victor Simonin est retrouvé à son domicile, pendu à son chevalet.

## Œuvre

### Caractéristiques
Son champ pictural, de facture néo-réaliste, couvre essentiellement les natures mortes et la peinture de fleurs. Il réalise également quelques rares paysages et portraits.

### Réception critique
En novembre 1906, lorsque Victor Simonin expose au cercle Le Sillon, le critique Sander Pierron,  écrit : 

« M. Victor Simonin, après avoir longtemps fait du violon, se consacre désormais, poussé par un véritable tempérament d'artiste, à la peinture. Son ancien métier a sur sa vision une influence manifeste. Seul un musicien pouvait parvenir à cette forte symphonie de tons, à ce puissant accord de nuances grasses qui sont le sceau de ses natures mortes, réalisées dirait-on, par un homme du septentrion infiniment séduit par les ouvrages de Siméon Chardin […]. Il peut sortir de cela une personnalité curieuse, car quand on peut signer ce que M. Simonin appelle Un petit ménage, et qui est la réunion de ces choses fort matérielles : un pot de grès, une tasse de faïence, une tomate, un cornichon, une pinte et une bouteille, on est capable de réaliser un effort énorme.À vrai dire, cet art est dépourvu d'émotion, mais il fournit la joie de la belle matière des choses bien suggérées dans sa diversité »

### Expositions
- Cercle Le Sillon : 1906, 1909 et 1910 (au moins).
- Salon de Bruxelles de 1907 : Nature morte et Portrait de l'artiste[6].
- Salon de Bruxelles de 1914 : Accessoires et Nature morte[4].
- Salon Studio à Bruxelles en août 1915 : Fleurs.
- Salon d'automne de 1916 à Bruxelles : Nature morte.
- Salon de printemps de 1920 à Bruxelles : fruits et natures mortes.
- Galerie Charlet à Bruxelles en 1925.
- Cercle artistique et littéraire de Bruxelles : 1931, 1933, 1934 (Marine), 1935 et 1942.
- Galerie Atrium à Bruxelles en 1933.
- Salon de printemps à Bruxelles en 1938.
- Rétrospectives au Musée d'Ixelles (1948), au centre d'art du Prieuré du Rouge-Cloître à Auderghem en 1977 et en 1996[2].

### Collection muséale
- Musée de la ville de Bruxelles[7] :
  - Fleurs roses dans un vase ;
  - Fleurs rouges et oranges sur un rebord de fenêtre ;
  - Fleur sur un rebord de fenêtre.